# Vujadin Radovanović
Vujadin Radovanović (serbisk kyrilliska: Вујадин Радовановић) född 12 januari 1962 i Mladenovac i Serbien (dåvarande Jugoslavien), är en serbisk serieskapare. 

## Tecknade serier
Radovanović är skapare av bland annat (i Serbien och Frankrike) "Čuvari zaboravljenog vremena" (med manus av Miroslav Marić), "Džo XX" (Marko Fančović), "Projekat Uskrsnuće" (Marko Fančović) "Shine on you crazy diamond" (Ljuan Koka), "Ratovi vrsta" (Darko Macan), "Pandora Box" (Alcante) och "Candide ou l'optimisme, de Voltaire" (Michel Dufranne & Gorian Delpâture).